# ۱۳۷۱ (میلادی)
۱۳۷۱ (میلادی) هزار و سیصد و هفتاد و یکمین سال تقویم میلادی است.

## درگذشتگان
- ۲۲ فوریه - دیوید دوم، پادشاه اسکاتلند (ز. ۱۳۲۴)

‎